# القابضة للصناعات المعدنية
الشركة القابضة للصناعات المعدنية هي شركة قابضة حكومية مصرية، تمتلكها وزارة قطاع الأعمال العام، تتولى الشركة استثمار أموالها بنفسها أو من خلال الشركات التابعة لها والمشاركة في تنمية الاقتصاد القومي في إطار السياسة العامة للدولة.

## الشركات التابعة
- مصانع النحاس المصرية
- النصر لصناعة المطروقات
- النصر لصناعة المواسير الصلب ولوازمها
- مصانع الدلتا للصلب
- مصر للألومنيوم
- المصرية السبائك الحديدية
- المصرية للانشاءات المعدنية "ميتالكو"
- العامة لمنتجات الخزف والصينى
- اسكندرية للحراريات
- شركة النصر للتعدين
- المصرية العامة للورش "الترسانة"
- النصر للزجاج والبلور "ياسين"
- النيل لصناعة وإصلاح السيارات
- مصر لتجارة السيارات.[3]
- النصر لصناعة السيارات
- شركة الحديد والصلب للمناجم والمحاجر [4][5]

## الجهات التابعة الأخرى
- معهد التبين للدراسات المعدنية [6][7]

## اقرأ أيضا
- شركة ال جي شيم كوريا الجنوبية

## وصلات خارجية
- القابضة للصناعات المعدنية